# Юлій Цезар (фільм, 1970)
Юлій Цезар (англ. Julius Caesar) — британська історична драма 1970 року.

## Сюжет
Фільм про життя і діяльність легендарного політика, оратора, талановитого воєначальника і диктатора — Імператора Юлія Цезаря, якому доводилося жертвувати особистим щастям на користь могутності очолюваної ним імперії.

## У ролях
| Актор            | Роль            |
| ---------------- | --------------- |
| Чарлтон Гестон   | Марк Антоній    |
| Джейсон Робардс  | Марк Юній Брут  |
| Джон Гілгуд      | Юлій Цезар      |
| Річард Джонсон   | Гай Кассій      |
| Роберт Вон       | Сервилій Каска  |
| Річард Чемберлен | Октавіан Август |
| Діана Рігг       | Порція Катона   |
| Крістофер Лі     | Артемидорій     |
| Джилл Беннетт    | Кальпурія       |
| Андре Морелль    | Цицерон         |
| Дерек Годфрі     | Декій Брут      |
| Девід Додімед    | Маркус Лепід    |
| Майкл Гоф        | Метеллій Цимбер |
| Девід Ніл        | Цинна           |
| Престон Локвуд   | Гай Требоній    |